# Glyphipterix argophracta
Glyphipterix argophracta là một loài bướm đêm thuộc họ Glyphipterigidae. Nó được tìm thấy ở Nam Phi.